# Andrew Kliman
Andrew Kliman (nacido en 1955) es un economista y profesor de economía estadounidense. Es autor de varias publicaciones sobre economía marxista. Su libro Reivindicando El Capital de Marx defiende la Interpretación temporal y de sistema único de la teoría del valor de Karl Marx contra las afirmaciones de inconsistencia de los economistas neoclásicos, neorricardianos y otros.

## Educación
Kliman tiene una licenciatura cum laude (1978) de la Universidad de Maryland y un doctorado (1988) en economía de la Universidad de Utah.

## ReivindicandoEl Capitalde Marx
En un artículo en History of Political Economy, el profesor Bill Lucarelli ha argumentado que Reclaiming Marx’s “Capital” es un faro en las recientes controversias académicas sobre la teoría del valor de Marx. [...] Esencialmente, el objetivo de este libro no es tanto reivindicar y canonizar a San Marx, sino más bien desacreditar el mito de la inconsistencia interna. Al hacerlo, el profesor Kliman lo logra admirablemente. [...] Es [...]  una crítica a la profesión académica que el enfoque TSSI haya sido descuidado durante más de un cuarto de siglo. Al parecer, el espectro de Sraffa todavía ronda las torres de marfil del mundo académico."
En Nova Economia, el profesor Eduardo Maldonado Filho escribe: "La estructura del libro y la forma y precisión con la que el autor ha presentado los argumentos controvertidos permiten al lector interesado, incluso a uno que no esté versado en economía o matemáticas marxistas, comprender los temas en controversia y, no menos importante, formarse una opinión propia sobre los temas que se han debatido. [...] [E]l esfuerzo de lectura... conducirá a una comprensión efectiva de por qué los críticos de Marx están equivocados en sus afirmaciones. En mi opinión, el libro de Kliman constituye la contribución más importante a la economía política de las últimas tres décadas y, como tal, es altamente recomendado para todos aquellos interesados en la obra de Marx."
En un artículo de Review of Radical Political Economics, el profesor Ajit Sinha defendió la existencia de una "gran debilidad de este libro: la falta de rigor en el razonamiento". Su respuesta publicada fue fuertemente criticada por deshonestidad académica y por tergiversar deliberadamente los argumentos de Kliman.

## Escuela de economía marxista
Kliman ha discutido recientemente lo que él llama la "desintegración de la escuela marxista" de economía. En este artículo, también propone medidas para detener y revertir este proceso, a saber (1) "el campo necesita reducir en gran medida su dependencia de los recursos de la academia. Es necesario crear zonas intelectuales autónomas"; (2) "es necesario fomentar y recompensar el comportamiento y las actitudes cooperativas, no las no cooperativas"; (3) "los esfuerzos para resolver problemas teóricos, no los esfuerzos para crearlos y perpetuarlos, deben ser fomentados y recompensados"; (4) "no se debe permitir que anomalías comunes y corrientes como el 'problema de la transformación' se conviertan en fuentes de crisis internas"; y (5) "las personas fuera del campo deben apreciar cuán profundamente el mito de las inconsistencias internas de Marx lo ha dañado. [...] dado que una acusación falsa de inconsistencia emitida a sabiendas es el equivalente moral de la difamación, no sería descabellado que el público pidiera a quienes han perpetuado el mito de la inconsistencia que hagan una restitución.

## Obras seleccionadas
- Reclaiming Marx's "Capital": A Refutation of the Myth of Inconsistency, Lexington Books, Deciembre de 2006, ISBN 978-0739118511
- The Failure of Capitalist Production: Underlying Causes of the Great Recession, Pluto Press, Noviembre de 2011, ISBN 978-0745332390
- Reivindicando El Capital de Marx. Ediciones de Intervención Cultural. 2020. ISBN 978-84-17700-58-4.